# Sabaot
Le sabaot est une langue nilo-saharienne de la branche des langues nilotiques parlée sur les flancs sud du massif de l'Elgon, au Kenya.

## Les Sabaot
Selon Rottland, le terme de Sabaot est récent et est utilisé par trois groupes kalenjins qui sont proches culturellement et qui s'identifient comme tels, les Kony, Pok et Bong’om. Un des traits culturels de ces trois groupes est la culture de la banane, prise à leurs voisins Bantous. La banane fait partie de l'alimentation de base, chose inconnue chez les autres Kalenjins. 
Les Kony, ou Elgony, parfois sous le nom ambigu d'Elgon Maasai, s'auto-désignent par le nom de kɔ́ːɲin ou kɔ́ːɲcɛk, au singulier, kóːɲin ou koːɲintét. La langue est, elle, appelée kóːɲin. 
Les Pok, ou Book, appelés Lago par leurs voisins bantous Bukusu, s'auto-désignent par le nom de pɔ́k ou pɔkwɛ́k, au singulier, poːkin ou poːkintét. La langue est, elle, appelée pɔ́k.
Le petit groupe des Bong’om, ou Ng’oma, Ong’om, s'auto-désignent par le nom de pɔːŋɔ́m ou pɔːŋɔ́mɛ̂k, au singulier, pɔːŋɔ́miːn ou pɔːŋɔ́miːntét. La langue est, elle, appelée pɔːŋɔ́m.

## Classification
Le sabaot est une des langues parlées par les Kalenjins, et forme avec le terik le sous-groupe elgon. Les langues et dialectes kalenjins forment, avec le datooga (en) et l'omotik, le sous-groupe des langues nilotiques méridionales, rattaché aux langues soudaniques orientales.

## Écriture
Un alphabet pour l’écriture du sabaot est conçu dans les années 1980 et le premier syllabaire est publié en 1983.
| A a | Ā ā | AA aa   | B b   | CH ch | D d | E e   | Ē ē   | EE ee | ĒĒ ēē | G g | I i | II ii | J j   | K k | L l |
| M m | N n | NG’ ng’ | NY ny | O o   | Ō ō | OO oo | ŌŌ ōō | P p   | R r   | S s | T t | U u   | UU uu | W w | Y y |

Les deux-points sont utilisés pour indiquer le ton grammatical du sujet, par exemple Kibakach :ng’ētunyto murēnēēt, « Le lion a tué le jeune homme », et Kibakach :murēnēēt ng’ētunyto, « Le jeune homme a tué le lion ».
La barre oblique est utilisée pour indiquer le ton grammatical de la forme indéfinie du verbe, distinct de la première personne du pluriel, par exemple /Kikeechoor teeta, « On a volé la vache », Kikeechoor teeta, « Nous avons volé la vache ».
L’apostrophe est utilisée pour indiquer le ton grammatical de la deuxième personne du singulier, par exemple ’Kiineet, « Tu lui a enseigné », et Kiineet, « Il t’a enseigné ».
L’accent circonflexe, le signe moins et le signe plus sont aussi utilisés pour indiquer des tons grammaticaux : le passé emphatique, le négatif et le futur, par exemple !Kaakas, « Je l’ai vraiment vu », -Māāmwoowook, « Je ne te dirai pas », +Māāmwoowook, « Je te dirai ».

## Phonologie
Les tableaux présentent les voyelles et les consonnes du kony.

### Voyelles
|         | Antérieure  | Centrale    | Postérieure |
| ------- | ----------- | ----------- | ----------- |
| Fermée  | i [i] ɪ [ɪ] |             |             |
| Moyenne | e [e] ɛ [ɛ] |             | ɔ [ɔ] o [o] |
| Ouverte |             | a [a] ɑ [ɑ] |             |

Les voyelles ont des équivalents longues, à l'exception de [ɛ] n'apparaît que comme voyelle longue.

### Deux types de voyelles
Le sabaot, comme la plupart des langues nilotiques, différencie les voyelles selon leur lieu d'articulation. Elles sont soit prononcées avec l'avancement de la racine de la langue, soit avec la rétraction de la racine de la langue.
Les voyelles avec avancement de la racine de la langue sont [i], [e], [o], [a], ainsi que les longues correspondantes. 
Les voyelles avec rétraction de la racine de la langue sont [ɪ], [ɛ], [ɔ],  [ɑ], avec les voyelles longues.

### Consonnes
|               |               | Bilabiale | Alvéolaire | Palatale | Vélaire |
| ------------- | ------------- | --------- | ---------- | -------- | ------- |
| Occlusives    | Occlusives    | p [p]     | t [t]      |          | k [k]   |
| Fricative     | Fricative     |           | s [s]      |          |         |
| Affriquées    | Affriquées    |           |            | c [t͡ʃ]   |         |
| Nasale        | Nasale        | m [m]     | n [n]      | ɲ [ɲ]    | ŋ [ŋ]   |
| liquide       | liquide       |           | l [l]      |          |         |
| Roulée        | Roulée        |           | r [r]      |          |         |
| Semi-voyelles | Semi-voyelles | w [w]     |            | y [j]    |         |

### Une langue tonale
Le sabaot est une langue tonale.

## Sources
- (en) Johnson Kipkirich et Iver Larsen, Chōōnii :soboon muut : Learn to read and write in Sabaot, Nairobi, BTL, 2006 (lire en ligne)
- (de) Franz Rottland, De südnilotischen Sprachen : Beschreibung, Vergleichung und Rekonstruktion, Berlin, Dietrich Reimer Verlag, coll. « Kölner Beiträge zur Afrikanistik » (no 7), 1982 (ISBN 3-496-00162-3)